# Raymond Halter
Raymond Halter, né le 6 décembre 1925 à Chaux (Territoire de Belfort) et mort le 26 décembre 1998 à Abidjan (Côte d'Ivoire), est un prêtre catholique français qui a exercé une forte influence dans le courant du Renouveau charismatique en France et en Afrique francophone de 1979 à sa mort.

## Biographie
Né dans le Territoire de Belfort, il rejoint la congrégation des marianistes qu'il a connue comme élève du collège Sainte-Marie de Belfort. Au sein de la congrégation, il cumule une formation théologique, qui le conduira à la prêtrise, et une formation littéraire[source secondaire souhaitée] qui lui permettra de rédiger un ouvrage sur La Vierge Marie dans la vie et l'œuvre de Paul Claudel qui sera publié en 1958 chez Mame. Il est ordonné prêtre chez les Marianistes le 14 juillet 1957 à Fribourg (Suisse).
Il sert plusieurs années comme aumônier des étudiants à Bordeaux. En 1972, un accident de voiture l'oblige à ralentir son rythme et lui fait redécouvrir la prière. C'est ainsi qu'en janvier 1973, il fait l'expérience, avec un groupe d'étudiants, d'une forme de prière, nouvelle pour lui, qu'il découvrira correspondre à l'expérience des groupes alors naissants du Renouveau charismatique. Il consacre à partir de ce moment une grande partie de son action à approfondir et enseigner cette expérience[source secondaire souhaitée].
En 1979, sur la demande du fondateur de la Communauté de l'Emmanuel, Pierre Goursat, il est mis à la disposition des groupes de prière du Renouveau charismatique pour les assister dans leurs besoins de formation. Ceci va l'amener à exercer un ministère itinérant en France et même en Afrique au cours de toutes les années précédant son départ pour Abidjan.
Au début des années 1980, Raymond Halter se rend deux fois au Québec, pour nouer des liens avec les marianistes du Québec et avec les centres du Renouveau. Il le disait lui-même : il a beaucoup appris et aussi beaucoup donné.
En 1983, Raymond Halter est délégué en tant qu'expert par la Conférence des évêques de France pour préparer la réunion des délégués pour le Renouveau.

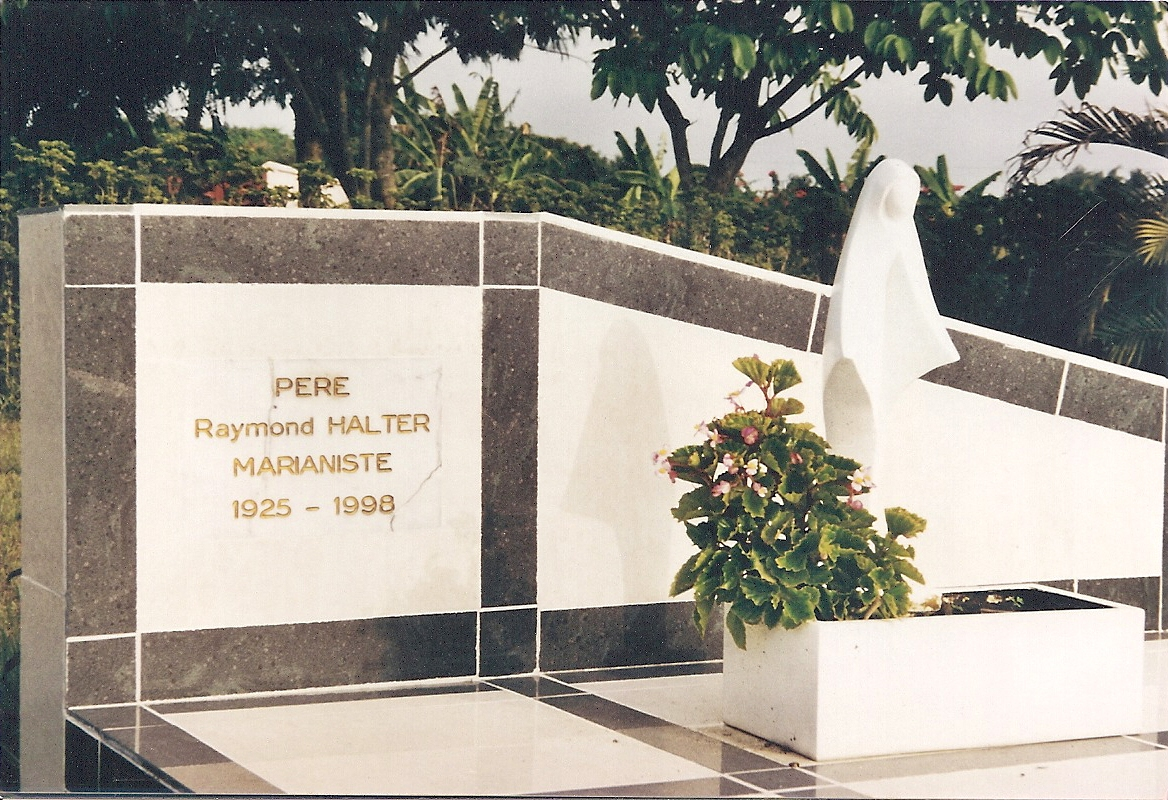
Sépulture du Père Raymond Halter au Noviciat marianiste Notre Dame del Pilar d'Abidjan (Côte d'Ivoire)

En 1989, il est envoyé comme aumônier du Renouveau charismatique au sanctuaire marial d’Abidjan (Côte d'Ivoire), inauguré deux ans plus tôt. Le Cardinal Bernard Yago, alors archevêque d'Abidjan, souhaite la création de ce sanctuaire pour l'éducation et le renforcement de la dévotion mariale à Abidjan et plus généralement en Côte d'Ivoire. De fait pour les catholiques de ce pays, ce lieu devient rapidement un centre de ressourcement et de rassemblement important. Le père Raymond Halter entre avec enthousiasme dans cette mission tout spécialement au service de Marie et de l'Esprit Saint et il peut exercer un ministère fécond et influent dans lequel son charisme de guérison joue un grand rôle. Cela lui permet d'apporter un réconfort aux pèlerins souvent pauvres, démunis, malades ou tourmentés.
Fin novembre 1998, Raymond Halter tombe dans un coma diabétique et s'éteint seul, à la polyclinique Sainte-Marie d'Abidjan, dans la nuit de Noël du 25 au 26 décembre. Ses funérailles ont lieu au sanctuaire marial le 7 janvier 1999, le jour de la fête de son saint patron, Raymond de Peñafort. Il est inhumé à la tombée de la nuit au noviciat marianiste Notre Dame del Pilar, sur la commune d'Abadjin-Doumé.

## Hommage
Jean-Louis Barré, marianiste, dédie sa thèse de doctorat en théologie mariale soutenue le 8 juin 2007 à l’Université Pontificale Le Marianum à Rome à « Marie qui défait les nœuds et au Père Raymond Halter s.m. (1925-1998), en action de grâces. »
Depuis plusieurs années, des chrétiens de Côte d'Ivoire se rassemblent à une date proche de l'anniversaire de sa mort, au début du mois de janvier. Ils se rendent sur sa tombe, à Abadjin-Doumé, pour y prier et confier des intentions personnelles.

## Œuvres

### Ouvrages
- La Vierge Marie dans la vie et l'œuvre de Paul Claudel, étude et anthologie, Mame C.D.S.M., 1958
- Chevauchant le vent - À L'école des chemins de l'esprit, Pneumathèque, 1979  (ISBN 2-858-47020-0)
- Le disciple La prit chez lui - La Consécration à Marie, F.X. de Guibert, 1992  (ISBN 2-86839-336-5)
- Préface de La vraie vie en Dieu, entretiens avec Jésus de Vassula Ryden, F.X. de Guibert, 1997  (ISBN 978-2868394101)
- À l'école de Jésus, F.X. de Guibert, 1995  (ISBN 2-86839-398-5)

### Participations à des publications
- « Marie était là », Feu et Lumière, no 228 de mai 2004, [lire en ligne]